# Molophilus indivisus
Molophilus indivisus är en tvåvingeart som beskrevs av Alexander 1927. Molophilus indivisus ingår i släktet Molophilus och familjen småharkrankar. Inga underarter finns listade i Catalogue of Life.